# Marquesado de Valdecilla
El marquesado de Valdecilla es un título nobiliario español creado por el rey Alfonso XIII en favor de Ramón Pelayo de la Torriente, fundador del Hospital Universitario Marqués de Valdecilla de la ciudad de Santander, el 14 de febrero de 1916 por real decreto y el 19 de junio del año siguiente por real despacho. Recibió la Grandeza de España el 8 de febrero de 1927.
Su denominación hace referencia a la localidad de Valdecilla, capital del municipio cántabro de Medio Cudeyo.

## Marqueses de Valdecilla
|                          | Titular                            | Periodo                  |
| Ceación por Alfonso XIII | Ceación por Alfonso XIII           | Ceación por Alfonso XIII |
| ------------------------ | ---------------------------------- | ------------------------ |
| I                        | Ramón Pelayo y de la Torriente     | 1916-1932                |
| II                       | María Luisa Gómez y Pelayo         | 1935-1951                |
| III                      | Marcelino Julio Gómez y Pelayo     | 1970-1973                |
| IV                       | Ramón Cantarrana y de la Torriente | 1979-2009                |

## Historia de los marqueses de Valdecilla
La lista de sus titulares es la que sigue:
I. Ramón Pelayo y de la Torriente (1850-1932), i marqués de Valdecilla y grande de España, gran cruz de las órdenes civiles de Beneficencia y de Alfonso XII.
En 1889 se casa con María Teresa Piedra Pérez-Abreu. Al no tener descendencia, solicitó autorización regia para designar sucesor, designando a su sobrina, que le sucedió en 1935:
II. María Luisa Gómez y Pelayo (m. 1951), ii marquesa de Valdecilla, i marquesa de Pelayo, grande de España y dama noble de la Orden de María Luisa.
Casó con Eugenio Rodríguez y Pascual. Sin descendencia. El 12 de octubre de 1970, por ejecución de sentenecia, le sucedió su hermano:
III. Marcelino Julio Gómez y Pelayo (m. 1973), iii marqués de Valdecilla y grande de España, ii marqués de Pelayo.
El 17 de octubre de 1979 le sucedió:
IV. Ramón Cantarrana y de la Torriente (m. 2009), iv marqués de Valdecilla y grande de España, iii marqués de Pelayo.

## Sucesión
Con fecha de julio de 2025, la sucesión continua como pendiente y sin resolverse.
De acuerdo al último dictamen del Consejo de Estado a este respecto en el año 2015, el proceso sucesorio se inició en febrero de 2010 por un supuesto hijo que el último marqués habría tenido con su exmujer. Sin embargo, tras publicarse en el Boletín Oficial del Estado la solicitud, otro pariente lejano con, a su juicio, mejor derecho, reclamó para sí el título y puso en duda la filiación, aportando documentación anterior y posterior al matrimonio y divorcio del marqués en la que negaba tener hijos. Asimismo, la documentación aportada por el supuesto hijo del noble para demostrar su filiación fue desmentido por la notaria que, supuestamente, lo había certificado en origen y que tampoco cumplía los requisitos formales para ser válido de acuerdo a la ley estadounidense.